# Toarciano
| Periodo                                                                                      | Epoca                | Piano          | Età (Ma)    |
| -------------------------------------------------------------------------------------------- | -------------------- | -------------- | ----------- |
| Cretacico                                                                                    | Cretacico inferiore  | Berriasiano    | Più recente |
| Giurassico                                                                                   | Giurassico superiore | Titoniano      | 149,2 ± 0,7 |
| Giurassico                                                                                   | Giurassico superiore | Kimmeridgiano  | 154,8 ± 0,8 |
| Giurassico                                                                                   | Giurassico superiore | Oxfordiano     | 161,5 ± 1,0 |
| Giurassico                                                                                   | Giurassico medio     | Calloviano     | 165,3 ± 1,1 |
| Giurassico                                                                                   | Giurassico medio     | Bathoniano     | 168,2 ± 1,2 |
| Giurassico                                                                                   | Giurassico medio     | Bajociano      | 170,9 ± 0,8 |
| Giurassico                                                                                   | Giurassico medio     | Aaleniano      | 174,7 ± 0,8 |
| Giurassico                                                                                   | Giurassico inferiore | Toarciano      | 184,2 ± 0,3 |
| Giurassico                                                                                   | Giurassico inferiore | Pliensbachiano | 192,9 ± 0,3 |
| Giurassico                                                                                   | Giurassico inferiore | Sinemuriano    | 199,5 ± 0,3 |
| Giurassico                                                                                   | Giurassico inferiore | Hettangiano    | 201,4 ± 0,3 |
| Triassico                                                                                    | Triassico superiore  | Retico         | Più antico  |
| Suddivisione del Giurassico secondo la Commissione internazionale di stratigrafia dell'IUGS. |                      |                |             |

Nella scala dei tempi geologici il Toarciano rappresenta l'ultimo dei quattro piani o età in cui è suddiviso il Giurassico inferiore, la prima epoca dell'intero periodo Giurassico.
È compreso tra 183,0 ± 1,5 e 175,6 ± 2,0 milioni di anni fa (Ma), preceduto dal Pliensbachiano e seguito dall'Aaleniano, il primo stadio del successivo Giurassico medio.
L'inizio del Toarciano è segnato dall'estinzione del Pliensbachiano-Toarciano, un evento di estinzione di massa che ha nettamente separato la sua fauna da quella del Pliensbachiano.

## Definizioni stratigrafiche e GSSP
Il Toarciano deriva il suo nome dalla cittadina di Thouars, situata poco a sud di Saumur, nella valle della Loira, in Francia.
Lo stadio Toarciano fu introdotto nella letteratura scientifica dal paleontologo francese Alcide d'Orbigny nel 1842, dopo aver esaminato alcune stratificazioni rocciose in una cava vicino a Thouars.
La base del Toarciano è data generalmente da un livello corrispondente alla prima comparsa delle ammoniti del genere Eodactylites, però il genere è presente solo nell'area mediterranea, mentre in Inghilterra la base è riconosciuta dalla prima presenza di Dactylioceras (Dean Donovan e Howarth, 1961), oppure meglio da strati rocciosi poco fossiliferi caratterizzati da ammoniti Paltarpites paltus (Howarth, 1992). Ma questa definizione non si accorda con la presenza di una importante crisi ambientale, che viene generalmente posizionata, o all'interno della zona a Dactylioceras tenuicostatum, oppure tra la zona a Tenuicostatum e quella ad Harpoceras falcifer (o Serpentinus). Tale crisi, definita OAE, ha segnato un rinnovamento faunistico molto importante, ben riconoscibile in Appennino umbro-marchigiano; questa separa, considerando gli ammoniti Hildoceratidae, strati a Protogrammoceratinae e Arieticeratinae da quelli soprastanti ad Harpoceratinae , Hildoceratinae e Mercaticeratinae.
Il limite superiore è fissato dall'ultima presenza di ammoniti del genere Pleydellia, mentre la prima comparsa del genere Leioceras segna l'inizio del piano successivo, cioè l'Aaleniano.

### GSSP
Il GSSP, il profilo stratigrafico di riferimento della Commissione Internazionale di Stratigrafia per la base del Toarciano, non è stato ancora fissato al 2010. Attualmente però ci si può orientare su un GSSP proposto per la successione presente nella penisola di La Peniche (Portogallo). Qui sono separati gli strati a Pleuroceras da quelli a Dactylioceras (Orthodactylites) (vedi Duarte e al., 2018,  The Toarcian Oceanic Anoxic Event at Peniche. An exercise in integrated stratigraphy - Stop 1.3)

## Biostratigrafia

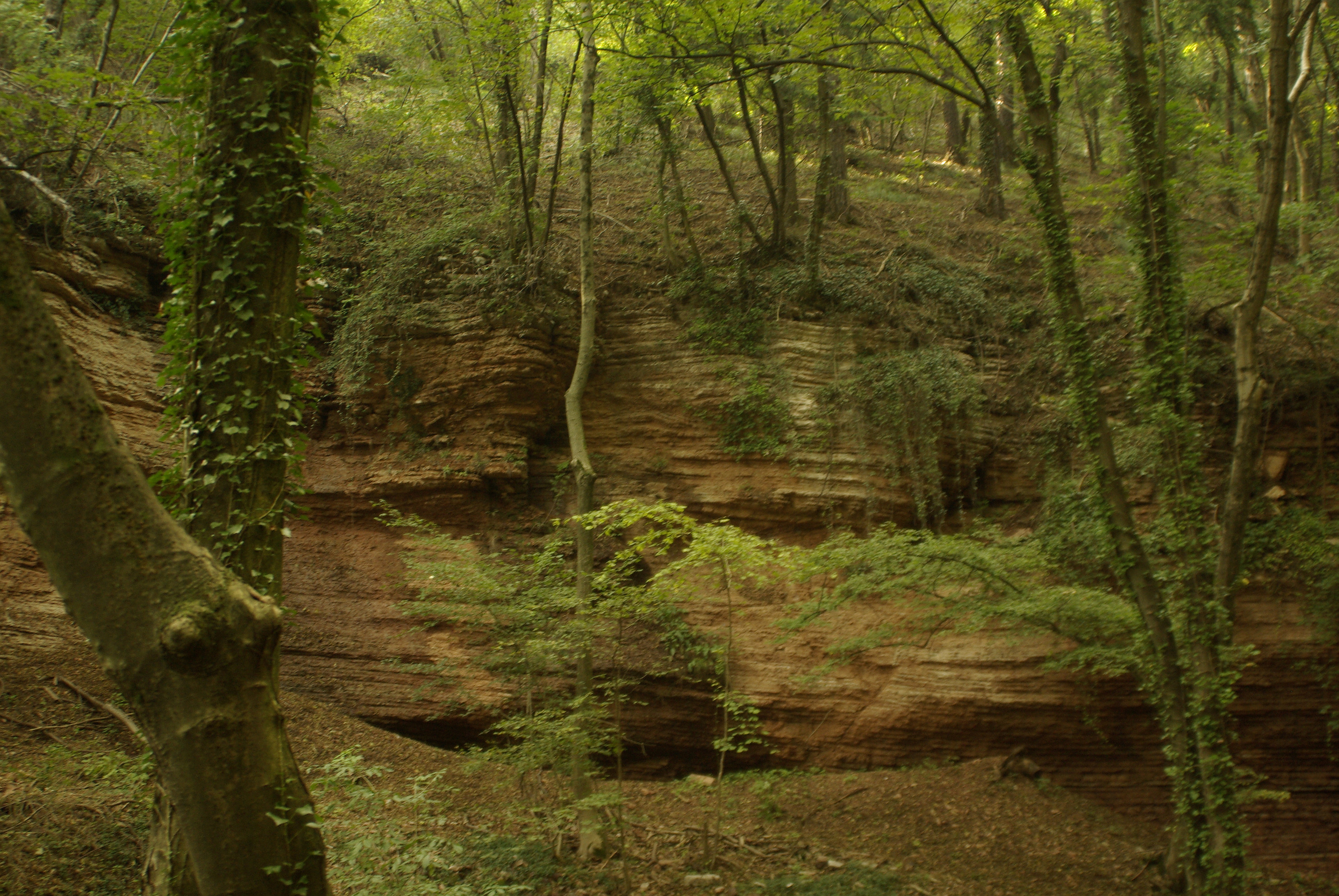
Affioramento del Rosso ammonitico lombardo, formazione tipica del Toarciano delle alpi meridionali

Nel dominio nord europeo, il Toarciano contiene otto biozone ammonitiche :
- zona della Pleydellia aalensis
- zona della Dumortieria pseudoradiosa
- zona della Phlyseogrammoceras dispansum
- zona della Grammoceras thouarcense
- zona della Haugia variabilis
- zona della Hildoceras bifrons
- zona della Harpoceras serpentinum
- zona della Dactylioceras tenuicostatum
- Citazione bibliografica: Cariou E. & Hantzpergue P. , coord. (1997) - Biostratigraphie du Jurassique ouest-européen et mediterranéen. Mem. G F E, n. 17, ed eifep, Pau Cedex, France.

Per quel che riguarda la base del Toarciano in Italia vedere i commenti nella:discussione a questa voce.
Il Toarciano in Italia (come anche il Giurassico inferiore) è ben rappresentato dai sedimenti marini calcarei, che costituiscono in parte l'ossatura delle Prealpi lombarde e dell'Appennino. È noto a questo proposito il "Rosso Ammonitico" umbro- marchigiano che ha fornito biozonazioni toarciane ad ammoniti molto dettagliate, con forme tipiche della Tetide occidentale.
Il Toarciano, Rosso Ammonitico, nell'Appennino umbro-marchigiano (riferimento, vallata del f. Burano tra Cagli e Cantiano) è definito dalle seguenti zone biostratigrafiche, in ordine cronologico dalle più antiche, Hildaites striatus, Hildaites undicosta, Hildoceras bifrons, Merlaites gradatus, Geczyceras bonarellii, intervallo non indagato, Dumortieria meneghinii (Elmi e al. 1994; Sassaroli e Venturi 2012). la zonazione italiana qui presentata si basa oltre che su quelle di lavori precedenti qui citati, anche su un campionamento inedito durato 10 anni (2006 - 2016) sul Toarciano inferiore e medio e sull'intervallo contestabile, sotto alla zona a H. striatus, appartenente alla quella a D. (Eodactylites) mirabile, ancora diffusamente attribuita al Toarciano.
Tra gli ammoniti più conosciuti del piano in Italia e nella Tetide mediterranea vi sono quelli della sottofamiglia Mercaticeratinae (che ha preso il nome dal genere Mercaticeras); si trovano principalmente negli strati delle zone a;  H. striatus, "H". undicosta, H. bifrons e M. gradatus. La sottofamiglia è stata studiata anche per l'evoluzione e la filogenesi (zonazione omofiletica, cioè basata su forme legate fileticamente), argomento illustrato nella voce: Hildoceratidae, dove c'è un'immagine che tratta il processo evolutivo dei Mercaticeratinae con dettaglio.

## Paleontologia

### †Ornithischiani
| Ornithischia del Toarciano | Ornithischia del Toarciano | Ornithischia del Toarciano | Ornithischia del Toarciano | Ornithischia del Toarciano |
| Taxa                       | Presenza                   | Localizzazione             | Descrizione | Immagine                   |
| -------------------------- | -------------------------- | -------------------------- | --- | -------------------------- |
| - Emausaurus               |                            | Germania                   | Dinosauro corazzato di cui si conoscono il cranio (ben conservato) e pochi frammenti postcraniali. La corazzatura include scaglie coniche e lunghi elementi spinosi. |                            |

### †Plesiosauri
| Plesiosauria del Toarciano         | Plesiosauria del Toarciano | Plesiosauria del Toarciano                                                  | Plesiosauria del Toarciano | Plesiosauria del Toarciano |
| Taxa                               | Presenza                   | Localizzazione                                                              | Descrizione | Immagine                   |
| ---------------------------------- | -------------------------- | --------------------------------------------------------------------------- | --- | -------------------------- |
| - Occitanosaurus                   |                            | Tournemire (Aveyron), Aveyron, Francia                                      | Plesiosauro simile all'Elasmosaurus. I resti fossili consistono in un solo scheletro quasi completo di un esemplare lungo circa quattro metri.                                                  |                            |
| - Plesiosaurus guilelmiimperatoris | Sinemuriano e Toarciano    | Württemberg, Germania                                                       | Grande rettile marino dei sauropterigi, lungo da tre a cinque metri, caratterizzato da una piccola testa, collo lungo e sottile, corpo tozzo come una tartaruga, coda corta e due larghe pinne. |                            |
| - Rhomaleosaurus                   | Hettangiano e Toarciano    | Alum Shale, Yorkshire, Inghilterra; Holzmaden, Baden-Württemberg, Germania. | Rettile carnivoro dei sauropterigi che apparteneva alla famiglia dei Pliosauri, lungo circa sette metri.                                                                                        |                            |

### †Sauropodi
| Sauropoda del Toarciano | Sauropoda del Toarciano  | Sauropoda del Toarciano         | Sauropoda del Toarciano | Sauropoda del Toarciano |
| Taxa                    | Presenza                 | Localizzazione                  | Descrizione | Immagine                |
| ----------------------- | ------------------------ | ------------------------------- | --- | ----------------------- |
| - Barapasaurus          |                          | India                           | Il primo sauropode conosciuto. Raggiungeva una lunghezza di circa 18 metri e un peso di 48 tonnellate. La sua altezza alle anche era attorno ai 5,5 metri.   |                         |
| - Rhoetosaurus          | Attribuzione controversa | Queensland centrale, Australia. | Si ritiene che avesse una lunghezza attorno ai 12-15 metri. Da alcuni è stato rapportato al Shunosaurus, in base al periodo, ma senza altre giustificazioni. |                         |
| - Tazoudasaurus         | Toarciano                | Ouarzazate, Marocco             | Sauropode primitivo, lungo circa 9 metri. Membro della famiglia dei Vulcanodontidae.                                                                         |                         |

### †Thalattosuchiani
| Thalattosuchia del Toarciano | Thalattosuchia del Toarciano | Thalattosuchia del Toarciano             | Thalattosuchia del Toarciano | Thalattosuchia del Toarciano |
| Taxa                         | Presenza                     | Localizzazione                           | Descrizione                  | Immagine                     |
| ---------------------------- | ---------------------------- | ---------------------------------------- | ---------------------------- | ---------------------------- |
| - Pelagosaurus               |                              | Somerset, Inghilterra; Francia; Germania |                              |                              |
| - Peipehsuchus               |                              |                                          |                              |                              |
| - Platysuchus                |                              |                                          |                              |                              |
| - Steneosaurus               |                              |                                          |                              |                              |